# Kalduny
Kalduny eller kolduny er fyldte boller lavet af usyret dej i de hviderussiske, litauiske og polske køkkener. Kalduny er fyldt med kødfars, grøntsager eller frugt og kogt i vand eller bouillon. Kalduy spises enten som en ingrediens i suppe, som hovedret eller med frugt som dessert. I dag er de en af de hviderussiske, litauiske og polske nationalretter.

## Oprindelse og etymologi
Ravioli-agtige retter minder om hinanden i de fleste lande i Eurasien. Kalduny har ligheder med russiske пельмени (dansk: pelmeni), den ukrainske вареники (dansk: vareniki), italienske ravioli, schwäbishe maultasche og kinesiske jiaozi og wontons. Fra det jødiske køkken kendes kreplach og i Centralasien er manti udbredt.
Hvor kalduny kommer fra er usikkert: kalduny kan både komme fra vest (fra Tyskland eller Tjekiet) og fra øst (fra Tatar-mongolerne i Sibirien og bragt over Ural). Navnet på kalduny er næsten det samme i de lande, der tilbereder denne type "ravioli": hviderussisk ’’калдуны’’, litauisk: koldūnai, polsk: kołduny, russisk: кoлдуны. Kalduny omtales kun i flertal. På slavisk betyder ordet "tryllekunstnere" eller "troldmænd", men det er uklart, hvordan ordet er blevet forbundet med en mad.

## Tilberedning

### Dejen
Den enkleste dej til kalduny er lavet af mel blandet med lunkent vand, æg og salt. I nogle opskrifter er kaldunydejen blandet med løgsaft i stedet for vand. Kalduny Dejen skal være blød, men elastisk, let at strække og lukke som en kuvert om en klat af fyldningen. Dejen skal hvile under et viskestykke

### Fyldet
Kalduny findes med en lang række enten krydrede eller søde fyldninger
Kalduny til hovedret kan være fyldt med kødfars (krydret efter smag), svampe, kartoflermos eller andre grøntsager, svampe og røget svinekød (blandes i lige store dele), ris og hårdkogte æg, sauteret surkål med svampe, fiskefars af f. eks. gedde og sandart, farsen blandes med hårdkogte æg eller hytteost.
Kalduny til dessert kan være fyldt med blåbær (hele), kirsebær (uden sten) eller tørret frugt.

### Kogning
Kalduny til hovedret bliver normalt kogt i vel-saltet vand i en stor lavbundet kasserolle ved svag varme ligesom suppeboller. Efter nogle minutters kogning, når "bollerne" stiger til vejrs, er de færdigkogte. Kalduny kan også koges direkte i en oksesuppe de serveres i. Nogle kalduny er bagt i ovn eller eller friturestegt. Kalduny fyldt med kogt fisk og hårdkogte æg bliver stegt. En russisk type kaldt кундюмы (dansk: kundumy) fyldt med svampe bliver bagt i et ildfast fad i ovnen eller stegt.
Kalduny til dessert koges i usaltet vand.

## Servering
Kalduny kan serveres i suppen, i Polen kan kalduny serveres i eller til borsjtj. Sovsen og tilbehøret afhænger af typen af kalduny, men ofte serveres smetana, (et østeuropæsisk cremefraicheagtigt mejeriprodukt) til. Kalduny med svampe og røget svinekød serveres med smeltet smør mens kalduny med hytteost og kartoffelmos servres med smetana. Kalduny til dessert serveres drysset med kanel eller overhældt med frugt sirup.
Tatarerne, der har levet i Hviderusland, Litauen og Polen siden 1300-tallet koger store kalduny (manti til de store muslimske helligdage. Denne type kalduny er fyldt med krydret lamme- eller oksekød. 